# Rubredossina-NAD+ reduttasi
La rubredossina-NAD+ reduttasi è un enzima appartenente alla classe delle ossidoreduttasi, che catalizza la seguente reazione:
2 rubredossina ridotta + NAD+ + H+ ⇄ 2 rubredossina ossidata + NADH
Richiede FAD. L'enzima di Clostridium acetobutylicum riduce rubredossina, ferricianuro e diclorofenolindofenolo, ma non ferredossina o flavodossina. La reazione non avviene se il NADPH è sostituito dal NADH. Contiene ferro ed un centro redox.